# Руанда на Светском првенству у атлетици на отвореном 2007.
Руанда је учествовала на 11. Светском првенству у атлетици на отвореном 2007. одржаном у Осаки од 25. до 2. септембра дванаести пут, односно учествовала је на свим првенствима до данас. Репрезентацију Руанде су представљао 1 атлетичар који се такмичио у трци 5.000 метара.
На овом првенству атлетичари Руанде нису освојили ниједну медаљу али је оборен један национални и један лични рекорд.

## Учесници
Мушкарци:
- Dieudonné Disi — 5.000 м

## Резултати

### Мушкарци
| Атлетичар      | Дисциплина | Лични рекорд | Квалификације | Квалификације | Полуфинале | Полуфинале | Финале               | Финале       | Детаљи |
| Атлетичар      | Дисциплина | Лични рекорд | Резултат      | Место         | Резултат   | Место      | Резултат             | Место        | Детаљи |
| -------------- | ---------- | ------------ | ------------- | ------------- | ---------- | ---------- | -------------------- | ------------ | ------ |
| Dieudonné Disi | 5.000 м    | 13:38,12     | 13:47,30 ЛРС  | 11. у гр. 2   |            |            | Није се квалификовао | 16 / 33 (36) |        |